# Gare de l'avenue de Clichy
Ne doit pas être confondu avec Gare de la Porte de Clichy ou Gare de Clichy - Levallois.
La gare de l'avenue de Clichy est une ancienne gare ferroviaire de la ligne de Petite Ceinture à Paris, en France. 
Elle a été détruite et est remplacée par la gare de la Porte de Clichy (RER C).

## Situation ferroviaire
L'accès à la gare était situé au 190 avenue de Clichy à l'angle avec la rue Fragonard. On accédait au bâtiment voyageurs par une rampe au départ de l'avenue puis en traversant les voies.

## Histoire
La gare de l’avenue de Clichy est mise en service le 14 juillet 1862 sous le nom de « Batignolles-Clichy ». Les quais se trouvaient à l'origine sur le raccordement vers les Batignolles.
Lors de la construction du raccordement de Courcelles, les quais ont été déplacés et la gare reconstruite est ouverte le 28 novembre 1868.
En 1934, comme le reste de la Petite Ceinture, la gare est fermée au trafic voyageurs. Les voies restent empruntés par les convois de marchandises mais les bâtiments sont détruits dans les années 1960 pour laisser place à des immeubles.
Dans le cadre de l'opération VMI (Vallée de Montmorency - Invalides) visant à créer une nouvelle branche du RER C sur la section nord-ouest de la Petite Ceinture, il est décidé de reconstruire la gare en souterrain. Les voies et le talus sont donc démolis en 1984 pour permettre la construction de la gare à ciel ouvert, l'ensemble étant recouvert par une opération immobilière. La nouvelle gare de la Porte de Clichy est inaugurée en 1991.
Cette opération interrompt la continuité de la Petite Ceinture entre l'ancienne station et la gare de Pereire - Levallois mais le raccordement avec les voies de la ligne Paris – Le Havre par la gare de marchandises des Batignolles reste ouvert jusqu'à l'aménagement du parc Clichy-Batignolles. En 2021, les voies qui traversent le parc restent en place sans aucune circulation (butoirs au deux extrémités).